# Mor Timotheus Mosa Alshamany
Mosa Alshamany eller Hans Eminens Mor Timotheus Mosa Alshamany (arabiska: مار تيماثاوس موسى الشماني) (född Ra'id Alshamany) är en biskop inom den Syrisk Ortodoxa Kyrkan i norra Irak. 

## Biografi
Mor Timotheus Mosa Alshamany är född i staden Mosul, Irak, år 1966 (ursprungligen från Bahzani, Irak). Han studerade i det teologiska seminariet i Mosul, Irak och avslutande sina studier där år 1992. 
Studierna fortsatte i det teologiska seminariet i Aten, Grekland och år 1996 tog han examen i teologi från Aten och samma år började han tjänstgöra som munk vid S:t Afrem seminariet i Ma'arat Saidnaya i Syrien. 
Mor Timotheus Mosa Alshamany pratar syriska, arabiska, grekiska och engelska.

## Biskop för S:t Mattai Klostrets Stift i Irak
Den 16 december 2005 blev Raban Mosa Abdulahad Aziz Alshamany (hans munknamn) vigd till biskop av Patriark Mor Ignatius Zakka I Iwas i Ma'arat Saidnaya, Syrien och fick då sitt biskopsnamn Mor Timotheus Mosa Alshamany och blev då tilldelad stiftet för S:t Mattai Klostret i Irak. 
Mosa Alshamany har besökt församlingarna inom stiftet många gånger och även i samband med olika ceremonier.  

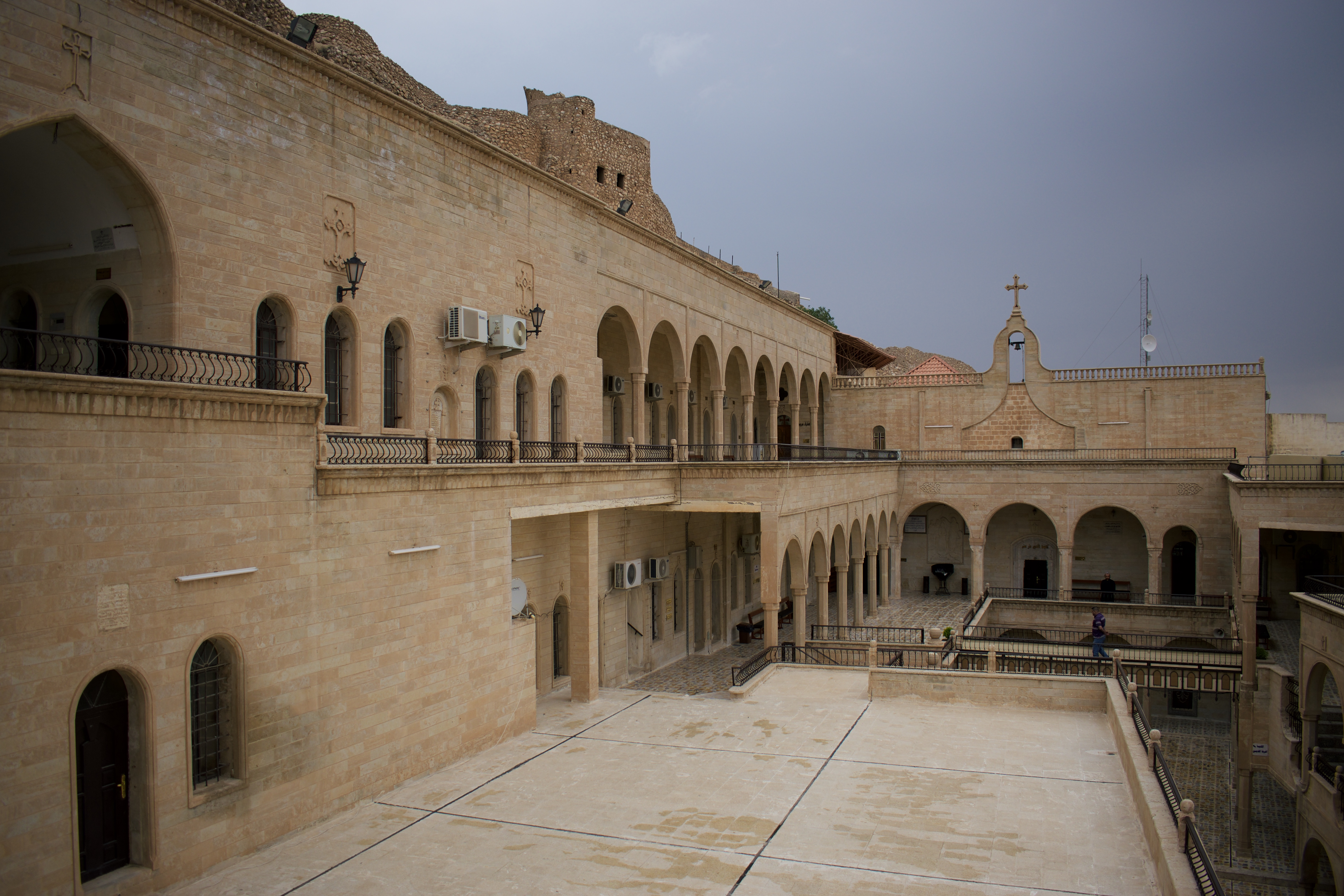
S:t Mattai Klostret

Under den islamistiska terrorgruppen ISIS framfart i Irak 2014–2017 hade Mosa en central roll i att skydda och stödja den kristna befolkningen i stiftet. Klostret blev skydd för hundratals kristna flyktingar, inklusive präster och munkar, som sökte skydd undan ISIS under många månader. 
Mosa vägrade överge klostret trots dess närhet till stridszonerna i Mosul. Mosa har senare uppmärksammats för sin roll under denna period i flera medier samt för sitt arbete med att bevara kyrkliga manuskript, stödja Iraks kristna och återuppbygga förstörda kyrkor i norra Irak.  

## Sverigebesök
Mosa Alshamany besökte Sverige den 6–23 juni 2025 med anledning av invigning av S:t Mattai Kyrkan i Halmstad. Mosa besökte S:t Tomas Kyrkan i Södertälje under detta Sverigebesök. Mosa besökte även flera olika kristna familjer (specifikt familjer som har flytt från norra Irak och stiftet).